# Oenanthe pollichii
Oenanthe pollichii är en flockblommig växtart som beskrevs av Karl Christian Gmelin. Oenanthe pollichii ingår i släktet stäkror, och familjen flockblommiga växter. Inga underarter finns listade i Catalogue of Life.